# Barbara Rush
Pour les articles homonymes, voir Rush.
Barbara Rush est une actrice américaine née le 4 janvier 1927 à Denver (Colorado) et morte le 31 mars 2024 à Westlake Village (Californie).

## Biographie

### Jeunesse et études
Barbara Rush naît à Denver dans le Colorado le 4 janvier 1927,. Son père, Roy Rush, est avocat pour une compagnie minière. Elle grandit à Santa Barbara en Californie. Elle étudie à l'Université de Californie où elle fait partie de la troupe théâtrale. Elle en sort diplômée en 1948 avant de commencer une carrière d'actrice,.

### Mort
Barbara Rush meurt le 31 mars 2024 dans un établissement de soins pour personnes âgées (senior care facility) de Westlake Village en Californie,, à l'âge de 97 ans.

### Vie privée
Barbara Rush a été mariée avec l'acteur Jeffrey Hunter de 1950 à 1955, avec lequel elle a un fils, Christopher. Elle épouse le publicitaire Warren Cowan en 1959, dont elle divorce en 1969 après avoir eu une fille, Claudia, qui deviendra journaliste à Fox News. Elle est ensuite mariée au sculpteur Jim Gruzalski de 1970 à 1973.

## Filmographie partielle

### Cinéma
- 1951 : Québec de George Templeton
- 1951 : La Première Légion (The First legion) de Douglas Sirk
- 1951 : Le Choc des mondes (When Worlds Collide), de Rudolph Maté
- 1952 : Les Flèches brûlées (Flaming Feather) de Ray Enright
- 1953 : Le Roi pirate (Prince of Pirates) de Sidney Salkow
- 1953 : Le Météore de la nuit (It Came from Outer Space) de Jack Arnold
- 1954 : Taza, fils de Cochise (Taza, Son of Cochise) de Douglas Sirk
- 1954 : Le Secret magnifique (Magnificent Obsession) de Douglas Sirk
- 1954 : Le Chevalier du roi (The Black Shield of Falworth) de Rudolph Maté
- 1955 : Capitaine Mystère (Captain Lightfoot) de Douglas Sirk
- 1955 : El Tigre (Kiss of Fire) de Joseph M. Newman
- 1956 : Dix secondes de silence (World in My Corner) de Jesse Hibbs
- 1956 : Derrière le miroir (Bigger Than Life) de Nicholas Ray
- 1956 : Flight to Hong Kong de Joseph M. Newman
- 1957 : Ma femme a des complexes (Oh, Men! Oh, Women!) de Nunnally Johnson
- 1957 : Les Sensuels (No Down Payment) de Martin Ritt
- 1958 : Le Bal des maudits (The Young Lions) d'Edward Dmytryk
- 1958 : Harry Black et le Tigre (Harry Black and the Tiger) de Hugo Fregonese
- 1959 : Ce monde à part (The Young Philadelphians), de Vincent Sherman
- 1960 : Le Buisson ardent (The Bramble Bush) de Daniel Petrie
- 1960 : Liaisons secrètes (Strangers When We Meet) de Richard Quine
- 1963 : T'es plus dans la course, papa ! (Come Blow Your Horn) de Bud Yorkin
- 1964 : Les Sept Voleurs de Chicago (Robin and the 7 Hoods) de Gordon Douglas
- 1967 : Hombre de Martin Ritt
- 1969 : Strategy of Terror de Jack Smight
- 1972 : Peege (en) de Randal Kleiser
- 1972 : The Man (en) de Joseph Sargent
- 1973 : Superdad de Vincent McEveety
- 1980 : Rien n'arrête la musique (Can't Stop the Music) de Nancy Walker
- 1982 : Amours de vacances (Summer Lovers) de Randal Kleiser
- 2006 : My Mother's Hairdo de Abe Sylvia

### Télévision

#### Téléfilms
- 1983 : The Night the Bridge Fell Down de Georg Fenady : Elaine Howard
- 1996 : Alliance fatale (Widow's Kiss) de Peter Foldy (en)

#### Séries télévisées
- 1968-1969 : Peyton Place : Marsha Russell
- 1969 : Mannix, épisode À qui profite le crime (2.6) : Celia Bell
- 1973 : Les Rues de San Francisco, épisode Shattered Image (1.25) : Anna Marshall
- 1976 : Super Jaimie : Chris Stuart (alias Ann Sommers)
- 1980-1982 : Flamingo Road : Eudora Weldon
- 1987 : Arabesque, épisode 4.1 : Eva Taylor
- 1998 : Au-delà du réel : L'aventure continue, épisode L'Équilibre de la nature (4.22)  : Barbara Matheson

## Distinctions

### Récompenses
- Golden Globes 1954 : révélation féminine de l'année
- Prix Sarah-Siddons 1970